# Sjaulejaure
Sjaulejaure är en sjö i Åre kommun i Jämtland och ingår i Indalsälvens huvudavrinningsområde. Sjön har en area på 0,197 kvadratkilometer och ligger 697,7 meter över havet. Sjaulejaure ligger i Svenskådalen Natura 2000-område. Vid provfiske har öring fångats i sjön.

## Delavrinningsområde
Sjaulejaure ingår i det delavrinningsområde (710724-137332) som SMHI kallar för Utloppet av Sjaulejaure. Medelhöjden är 790 meter över havet och ytan är 3,58 kvadratkilometer. Det finns inga avrinningsområden uppströms utan avrinningsområdet är högsta punkten. Vattendraget som avvattnar avrinningsområdet har biflödesordning 3, vilket innebär att vattnet flödar genom totalt 3 vattendrag innan det når havet efter 332 kilometer. Avrinningsområdet består mestadels av kalfjäll (95 procent). Avrinningsområdet har 0,2 kvadratkilometer vattenytor vilket ger det en sjöprocent på 5,5 procent.